# Karl Kremser
Karl Friedrich Kremser (* 3. August 1945 in Salzwedel) ist ein ehemaliger deutsch/US-amerikanischer American-Football-Spieler und Fußballtrainer. Er spielte als Kicker in der National Football League (NFL) bei den Miami Dolphins.

## Jugend
Karl Kremser wurde in Salzwedel geboren. Seine Eltern waren Reichsdeutsche aus Litauen. Sein Vater diente im Zweiten Weltkrieg in der Wehrmacht und kämpfte in der Sowjetunion. Zum Ende des Zweiten Weltkriegs musste die Familie von Karl Kremser vor der anrückenden Roten Armee in Richtung Westen flüchten. Im Jahr 1952 wanderten seine Eltern in die USA aus. Die Familie ließ sich in Levittown, Pennsylvania, nieder, wo Kremser aufwuchs und die Woodrow Wilson High School besuchte. Zuhause sprach Kremser auch nach der Übersiedlung der Familie deutsch. In seiner Jugend betrieb er Leichtathletik und spielte Fußball.

## Spielerlaufbahn
Nach seinem Schulabschluss im Jahr 1964 studierte Karl Kremser zunächst zwei Jahre lang an der United States Military Academy und war in der dortigen Fußballmannschaft aktiv, bevor er 1966 an die University of Tennessee wechselte und dort für die Tennessee Volunteers als Kicker Football spielte aber auch als Leichtathlet aktiv war. Im Jahr 1969 gewann er mit seiner Footballmannschaft die Meisterschaft in der Southeastern Conference. Im selben Jahr wurde Kremser von den Miami Dolphins in der fünften Runde an 128. Stelle gedraftet. Die von George Wilson trainierten Dolphins erlebten ein erfolgloses Spieljahr. Wilson wurde nach der Saison 1969 durch Don Shula ersetzt. Shula wiederum ersetzte Kremser noch im Laufe der Saison 1970 durch Garo Yepremian. Dieser Umstand bedeutet das Ende für die Footballkarriere von Karl Kremser.

## Nach der Footballlaufbahn
Karl Kremser arbeitete zunächst als Sportlehrer an der Palm Springs Junior High School und wechselte später als Deutschlehrer an die Miami Killian High School, wo er gleichzeitig als Fußballtrainer der Schulmannschaft fungierte und mit seinem Team 1977 die Staatsmeisterschaft gewann. Von 1977 bis 1980 war er als Dozent am Davidson College und danach bis 2007 als Dozent an der Florida International University tätig. An beiden College fungierte er auch als Fußballtrainer und gewann mit der Mannschaft der Florida International University zweimal die Meisterschaft in der zweiten Division der NCAA.